# Hypercompe caudata
Hypercompe caudata là một loài bướm đêm thuộc phân họ Arctiinae, họ Erebidae.